# 路德维希三世 (黑森大公)
路德维希三世（Ludwig III.，1806年6月9日—1877年6月13日），黑森的第三任大公，1848年至1877年在位。

## 早年
路德维希三世是黑森大公世子路德维希（后来的大公路德维希二世）与巴登公主威廉明妮·路易丝的长子。1833年12月26日路德维希与巴伐利亚國王路德维希一世的长女玛蒂尔德·卡羅琳（Mathilde Caroline，1813年-1862年）结婚，二人没有子嗣。

## 统治时期
在路德维希的世子时期他被认为是他父亲专治统治的反对者。在1848年的三月革命中，他成为摄政并实行内阁制，委任亨利·威廉·奥古斯特·冯·加格恩男爵（Heinrich Wilhelm August, Freiherr von Gagern）为黑森大公国第一任首相。两个月之后的6月16日他的父亲去世，他继位为黑森和莱茵河畔大公路德维希三世。在他的统治初期，他做出了让步，给民众更大的自由。但在达尔维希克男爵（Reinhard Karl Friedrich Freiherr von Dalwigk zu Lichtenfels）任首相期间，受到大公夫人玛蒂尔德和威廉·埃曼努埃尔·冯·克特勒主教（Wilhelm Emmanuel von Ketteler）的影响，教会攫取了较大的权利。政府变的官僚、反动。
教会的反对者仿效普鲁士首相奥托·冯·俾斯麦的文化斗争（Kulturkampf），反抗达尔维希克男爵和克特勒主教。在1866年的普奥战争中，黑森站在奥地利帝国一方。战争的结果是奥地利同盟的失败，黑森大公国被迫将刚刚获得的黑森-霍姆堡割让给普鲁士。次年，黑森大公国北部的上黑森省加入新成立的北德意志邦联，1871年普法战争之后，整个黑森大公国加入北德意志邦联，德意志帝国成立。路德维希三世于同年罢免了达尔维希克男爵的首相职务。

### 路德维希三世时代的黑森首相
- 亨利·威廉·奥古斯特·冯·加格恩男爵（Heinrich Wilhelm August, Freiherr von Gagern），任期：1848年3月5日—1848年6月
- 卡尔·威廉·齐默曼（Carl Wilhelm Zimmermann），任期：1848年6月—1848年7月
- 亨利·卡尔·雅乌普（Heinrich Carl Jaup），任期：1848年7月—1850年6月1日
- 莱茵哈德·卡尔·弗里德里希·冯·达尔维希克·祖·利希腾菲尔斯男爵（Reinhard Karl Friedrich Freiherr von Dalwigk zu Lichtenfels），任期：1850年6月1日—1871年4月6日
- 弗里德里希·冯·林德洛夫男爵（Friedrich Freiherr von Lindelof），任期：1871年4月6日—1872年9月13日
- 卡尔·威廉·霍夫曼（Karl Wilhelm Hofmann），任期：1872年9月13日—1876年5月
- 菲利普·古斯塔夫·奥古斯特·尤利乌斯·林克，施塔克男爵（Philipp Gustav August Julius Rinck, gen. Freiherr von Starck），任期：1876年5月—1879年（临时政府）。

## 晚年
路德维希三世的第一任妻子于1862年去世，他于1868年续娶了平民安娜·玛格达勒娜·阿培尔（Anna Magdalena Appel，1846年—1917年），并封其为霍赫施塔德腾女男爵（Freifrau von Hochstädten），这次婚姻被视为贵贱通婚，二人没有子嗣。
路德维希三世于1877年在达姆施塔特附近的泽海姆去世，终年71岁。由于其没有子嗣，他的侄子弗里德里希·威廉·路德维希·卡尔继位为黑森大公。